# MBC경남
주식회사 MBC경남(株式會社 MBC慶南)은 경상남도를 가시청권역으로 하는 대한민국의 지상파 TV·라디오 방송국이다. 2011년 9월 1일에 진주문화방송과 창원문화방송이 통합되어 MBC경남이라는 새로운 이름의 지상파방송사로 출범하였다.
TV방송 2채널, AM라디오 2채널, FM라디오 4채널 등을 운영하고 있으며, 진주방송은 경남 서부지역과 창원방송은 경남 동부지역을 방송권역으로서 방송중이다.

## 논란
문화방송에 김재철 사장이 취임한 후,진주문화방송과 창원문화방송(통합창원시 출범 이전 당시 마산문화방송)을 비롯한 몇개 계열방송국들을 강제로 통합하는 것을 추진하고 있다. 많은 반발에도 불구하고, 2011년 8월 8일에 방송통신위원회에서는 결국 창원문화방송과 진주문화방송의 통합을 승인했다.
그러나, 방송국 구성원들이나 지역 주민들에게 제대로 된 설명도 없고 동의를 구하지 않은채 독자적으로 추진되어 왔을 뿐 아니라 방송권역이 넓어지면서 오히려 한쪽 권역에 대한 보도등이 소홀해 질 수 있다는 이유로 서명운동이 일어나는 등 지역민들과 방송국 구성원들의 많은 반발이 일어났다.
그리고, 현재 문화방송은 다른 전국 19개 제휴국의 지분을 50% 이상 소유하고 있다. 방송법 8조 8항과 그 시행령 4조 7항에 따르면 지상파 방송 사업자가 다른 지상파 방송 주식 지분의 7% 이상을 소유하거나 전체 지상파 방송 사업자 수의 10%를 초과하여 다른 지상파 방송 주식 지분을 소유할 수 없다. 게다가 이 지분들은 문화방송이 자체적으로 얻은 것들도 아니고 서로 각기 다른 회사로서 독자적으로 사업을 시작한 방송사들의 지분을 1980년 언론통폐합 당시 군사독재정권이 부당하게 빼앗으면서 어부지리로 얻은 것이다.

## TV방송
진주본부와 창원본부 두개국을 운영중이다. 자세한 사항은 아래 문서를 참조.

## 라디오방송
진주본부와 창원본부 두개국으로 나뉘어 방송하며, 각 방송국은 FM라디오 2채널을 운영중이다. 자세한 사랑은 아래 문서를 참조.

## 같이 보기
- MBC경남 진주방송 - MBC경남 서부경남 지역본부 겸 본사 소재지 및 보도 기능 수행 (뉴스, 시사대담 프로그램 담당, 경남지역 스포츠 중계 담당)
- MBC경남 창원방송 - MBC경남 동부경남 지역본부 및 제작 기능 수행 (교양, 오락, 드라마 프로그램 제작)